# Episodi di Casa Vianello (decima stagione)
Questa è la lista degli episodi della decima stagione di Casa Vianello

## Lista episodi
| nº | Titolo episodio           | Data Prima TV     |
| -- | ------------------------- | ----------------- |
| 1  | L'ultimo desiderio        | 29 settembre 2001 |
| 2  | Ci vogliono le prove      | 6 ottobre 2001    |
| 3  | Uomo o donna?             | 13 ottobre 2001   |
| 4  | Bon ton                   | 20 ottobre 2001   |
| 5  | C'è posta per lei         | 27 ottobre 2001   |
| 6  | Il calendario Vianello    | 3 novembre 2001   |
| 7  | Un uomo una culla         | 10 novembre 2001  |
| 8  | La tata innamorata        | 17 novembre 2001  |
| 9  | Week End a Montecarlo     | 24 novembre 2001  |
| 10 | Ultrà                     | 1º dicembre 2001  |
| 11 | New economy               | 8 dicembre 2001   |
| 12 | La banda degli anziani    | 15 dicembre 2001  |
| 13 | La piramide               | 22 dicembre 2001  |
| 14 | Hot line                  | 29 dicembre 2001  |
| 15 | La cintura nera           | 5 gennaio 2002    |
| 16 | www.vianello.it           | 12 gennaio 2002   |
| 17 | Millennium                | 19 gennaio 2002   |
| 18 | L'accompagnatore          | 26 gennaio 2002   |
| 19 | Raimondo datti all'ippica | 2 febbraio 2002   |
| 20 | Raimondo Vianello street  | 9 febbraio 2002   |

## L'ultimo desiderio
Raimondo, con la complicità di Arturo, vuole far credere a Kate di essere affetto da una grave malattia e di essere moribondo. Kate gli crede e Raimondo ne approfitta per chiedere un ultimo desiderio.

## Ci vogliono le prove
Raimondo vede un'intervista televisiva di Sandra in cui lei dice di essere convinta che suo marito non l'abbia mai tradita e di essere disposta a chiedere il divorzio nel caso in cui ottenga le prove di una sua scappatella. Raimondo cerca di liberarsi della moglie dandole le prove di un suo tradimento ma Sandra capisce tutto e decide di punire il marito servendosi della collaborazione di Marta, una giovane amica di Kate che vuole far ingelosire suo marito.

## Uomo o donna?
Arturo deve sposarsi con una donna chiamata Marcella Vinello e chiede a Raimondo di fargli da testimone.

## Bon ton
Sandra vuole entrare nell'alta società e decide di organizzare una cena elegante, usando come centrotavola una composizione floreale realizzata con alcune piantine che ha trovato sul terrazzo. Raimondo si accorge che le piantine sono marijuana coltivata dai due giovani giardinieri, i quali nel frattempo si sono fatti assumere dai Vianello come camerieri per poterne rientrare in possesso. 

## C'è posta per lei
Dopo che il fidanzato di Kate parte per l'Australia per motivi di lavoro, Raimondo scopre che i due comunicano solo per via epistolare e decide di mandare a monte la relazione rubando le lettere dell'uomo e sostituendole con delle altre in cui fa credere a Kate che il fidanzato voglia lasciarla. Nel frattempo alcuni inquilini vogliono sostituire il portiere con un sistema di videocitofoni e Sandra cerca di salvare il suo posto di lavoro. Il portiere però trova un modo migliore per raggiungere i suoi fini: dopo aver scoperto le azioni di Raimondo, lo ricatta chiedendogli di perorare la sua causa con i condomini.

## Il calendario Vianello
Raimondo viene scelto come testimonial di una campagna pubblicitaria rivolta agli anziani e accetta di posare per un calendario, senza sapere che però esso prevede la completa nudità. Quando capisce la situazione, cerca di recedere dal contratto ma la penale è molto elevata e questo lo fa desistere. Durante il servizio fotografico, c'è un blackout nel condominio e Raimondo ne approfitta per fuggire, aggirandosi nudo nel palazzo.

## Un uomo una culla
Raimondo trova una culla con una neonata davanti alla porta di casa e, dopo averla portata dentro, trova nella culla una lettera in cui Melissa, la madre della bambina, dice che la piccola è il frutto di una loro notte di passione consumatasi in un albergo di Atene. Raimondo ricorda di aver soggiornato in quell'hotel nove mesi prima per via di un disguido della compagnia aerea ma, essendosi ubriacato, non ha alcun ricordo della notte. Convinto di non essere il padre della bambina, Raimondo cerca di nascondere la verità a Sandra e chiede aiuto al giovane amico Carmine che lavora per la compagnia aerea.

## La tata innamorata
Per il suo compleanno, Sandra regala alla tata un computer portatile con l'accesso a internet, spronandola a farsi nuove amicizie in chat. La tata segue il consiglio di Sandra e si innamora del suo interlocutore, Patatino, ma questa passione non convince del tutto Sandra e Raimondo, i quali pensano che l'uomo sia un pervertito e cercano di porre rimedio alla situazione.

## Week End a Montecarlo
Dopo un diverbio col suo commercialista, Raimondo chiede aiuto ad Arturo per gestire i suoi redditi e decide così di spostare la sua residenza a Montecarlo, in modo da evadere il fisco. Sandra trova casualmente alcuni documenti e si convince che Raimondo voglia portarla in vacanza a Montecarlo per festeggiare il loro anniversario di matrimonio.

## Ultrà
Le prestazioni deludenti di Raimondo come calciatore fanno molto innervosire i tifosi della SAMO, che lo vogliono sostituire con un nuovo acquisto che sembra molto promettente.

## New economy
Seguendo i principi della new economy, Arturo consiglia a Raimondo di intestare tutte le sue proprietà a un prestanome, in modo da pagare meno tasse. Per mettere in atto l'operazione, Raimondo sceglie la tata e la convince a firmare tutti i documenti con l'inganno. Quello che non sa, però, è che Sandra ha ripreso tutta la scena con una telecamera nascosta, che sta utilizzando per organizzare delle candid camera.

## La banda degli anziani
Una pericolosa banda di malviventi è protagonista di diversi furti nel palazzo dei Vianello, sfruttando l'avvenenza di una bella donna e narcotizzando i vecchietti soli in casa. Uno dei condomini, il signor Vernacchia, chiede a Sandra di conservare nella sua cassaforte una pochette con i suoi averi più preziosi, ma Raimondo la convince a nascondere la pochette in un posto difficile da raggiungere per i ladri: la spazzatura. La tata, ignara di tutto, getta la busta credendo che contenga davvero immondizia.

## La piramide
La tata convince Sandra ad aiutarla nella sua nuova attività di marketing piramidale nella vendita di computer e poi spinge Raimondo a firmare tutti i documenti necessari per intraprendere questa strada. Poco dopo però Raimondo scopre che l'attività delle due donne è illegale e potrebbe fargli perdere molti soldi, così si affretta a vendere tutta la merce ai condomini per poterne uscire al più presto.

## Hot line
Il portiere è ossessionato da una linea di telefonate erotiche e chiama continuamente una delle telefoniste. Per poterle parlare di nascosto da sua moglie, l'uomo chiede aiuto a Raimondo che gli consente di telefonare da casa sua. Nel frattempo Sandra scopre dalla tata che una delle colf del condominio lavora per una hot line.

## La cintura nera
Per fare colpo su Kate, Raimondo finge di essere una cintura nera di karate e si offre di darle lezioni private dopo aver chiesto la consulenza di Giorgio, un maestro di karate che è anche il nuovo fidanzato di Kate.

## www.vianello.it
Nel palazzo dei Vianello è stato appena aperto un ufficio della famosa azienda informatica Macrohard. La responsabile della sede è la signorina Valeria, una bella ragazza che calamita subito l'interesse di Raimondo, il quale per corteggiarla è costretto ad aprire un sito internet e a interessarsi di nuove tecnologie. Essendo inesperto, Raimondo si avvale della consulenza di un tecnico che però è anche un hacker.

## Millennium
Raimondo cede la sua automobile ad Arturo che vive un periodo economicamente difficile, permettendogli di pagarla a piccole rate. Arturo racconta a Sandra che sta partecipando all'organizzazione del Millennium, il concerto del secolo che avrà luogo a Londra e riunirà sullo stesso palco i più grandi esponenti della musica lirica e i più popolari cantanti rock. Raimondo però non sa niente di questo affare e, per una serie di circostanze, si convince che Arturo stia progettando una grossa rapina in banca.

## L'accompagnatore
Sandra è stanca della scarsa considerazione da parte di Raimondo e, consigliata dalla tata, si rivolge a un'agenzia che offre le prestazioni di giovani ragazzi. Sandra, così, finge di avere un corteggiatore che la accompagna a teatro e la porta a cena fuori mentre Raimondo, totalmente disinteressato alla faccenda, organizza un piano per far credere a Kate che il suo fidanzato sia gay.

## Raimondo datti all'ippica
Per entrare in un club molto esclusivo, Raimondo è costretto dal presidente a comprare un cavallo ma l'acquisto lo fa entrare in un giro di scommesse clandestine.

## Raimondo Vianello street
Il boss mafioso italo-americano Tano comunica a Raimondo la sua intenzione di intitolargli una strada o un monumento in una città americana. Raimondo non sa che le strade sono intitolate solo a persone defunte e decide di fingersi morto fino al fatto compiuto ma Sandra rovina i suoi piani.